# Прометей
Промете́й (грец. Προμηθεύς, лат. Prometheus — провидець)— у грецькій міфології віщий і добрий син титана Япета й німфи Клімени Фетіди (варіанти: Асії, Феміди), брат Атланта, Менетія та Епіметея, батько Девкаліона. Викрав з Олімпу вогонь і передав його людям, за що був ув'язнений богами. Звільнений героєм Гераклом.
У мистецтві образ Прометея використовується як персоніфікація просвітителя...

## Прометей у міфах
Коли титани готувалися до титаномахії — битви проти олімпійських богів, Прометей став на бік Зевса і переконав свого нерозумного брата Епіметея вчинити так само. Афіна, бачачи розум титана, навчила його різним наукам.

### Гуманізм Прометея
Під час суперечки щодо того, яку частину жертв люди мусять віддавати богам, Прометей вирішив допомогти людям, котрі жили надголодь і були безсилі проти могутніх олімпійців. Прометей поділив забитого жертовного бика на дві частини. В одну купу склав усе мʼясо й накрив шкурою тварини, а в другу — самі кістки, поклавши на них шматки жиру. Зевс, уведений в оману, вибрав купу, яка лисніла смачним жиром. Відтоді люди стали приносити в жертву богам кістки, тобто гіршу частину вбитої тварини, а самі їли мʼясо.
Зевс розгнівався на людей і забрав у них вогонь аби тим довелося їсти м'ясо сирим. Однак Прометей викрав вогонь з Олімпу, взявши його від сонячної колісниці (або кузні Гефеста), і приніс його людям у тростинці. Так людський рід було врятовано від голоду й холоду. З часом люди стали могутніми і майстерними в різних справах.

### Покарання Прометея

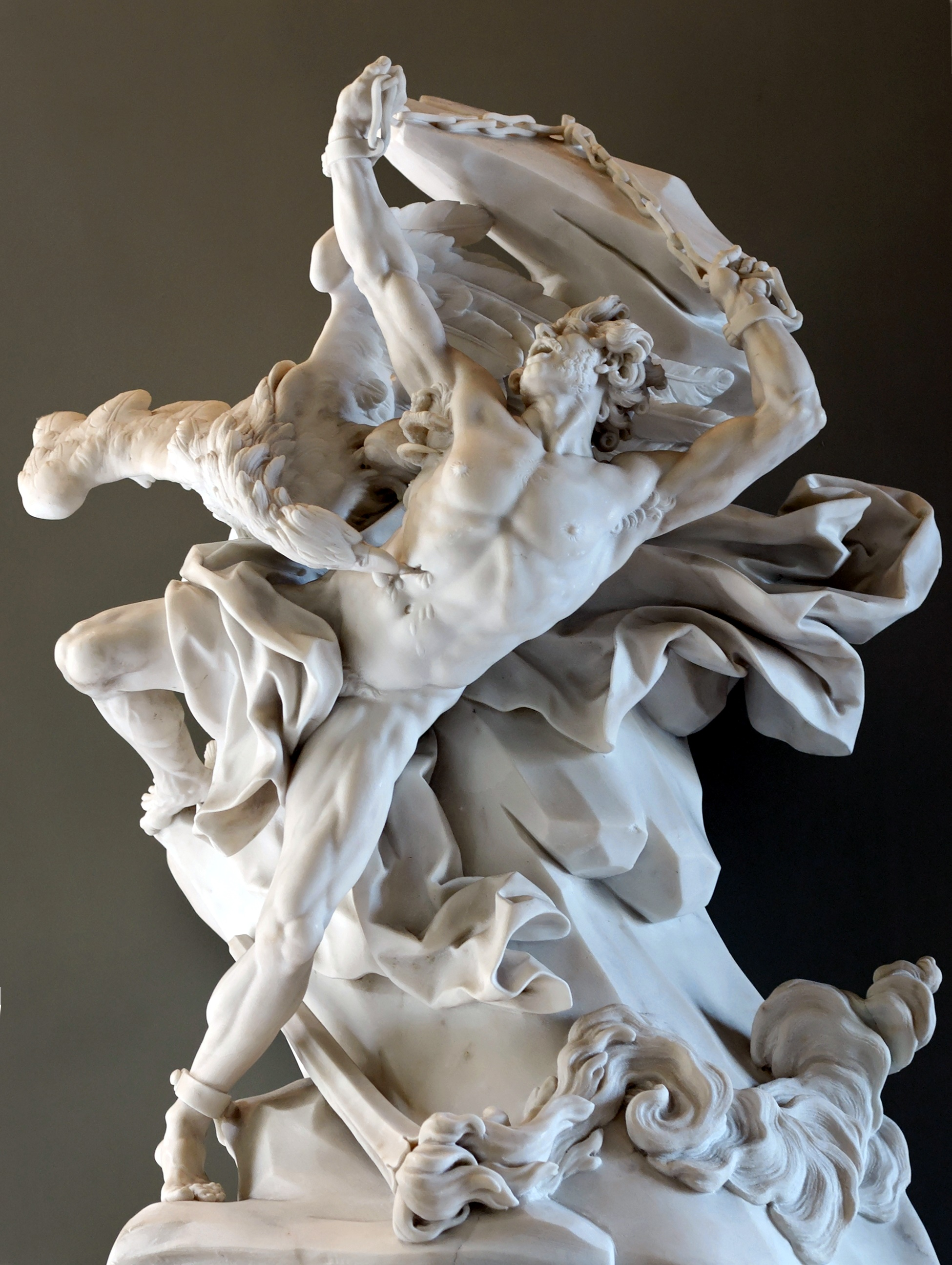
Покарання Прометея

Зевс, бачачи силу людей, задумав помститися. Він наказав Гефестові створити з глини найпрекраснішу, але нерозважливу, жінку Пандору та віддати її Епіметею. Та Прометей здогадався про підступ Зевса й наказав братові не приймати дарів. Епіметей не послухався і взяв Пандору за дружину. Вона відкрила скриньку з лихами, якою володів Епіметей, і так світ наповнили різні нещастя, від яких потерпають люди.
Зевс звелів схопити й прикути Прометея до однієї із скель Кавказу і пробити йому списом груди. Щоранку на скелю сідав орел і гострим дзьобом рвав печінку. За ніч печінка відростала, а вранці орел прилітав знову, щоб карати титана. Багато тисячоліть терпів Прометей тяжкі муки, аж поки Геракл (за згодою Зевса, який бажав прославити свого сина) убив орла й визволив титана.

### Наука Прометея
Пізніші перекази повʼязують з Прометеєм не лише викрадення вогню з неба; він нібито показав людям, як видобувати та обробляти метали. Він дав їм науку про числа і відкрив мистецтво письма. Він приручив тварин, запріг до воза коней, збудував перший корабель і змайстрував вітрило. Він дав хворим ліки і знайшов трави, що тамують біль. Прометей розбудив у людині дух і дав їй силу владарювання над світом. З інших міфів довідуємося, що Прометей створив із землі й води (з глини, змішаної із сльозами) людей і вдихнув у них життя (Овідій). Недалеко від міста Панопей показували цегляний будиночок, де Прометей у свій час виконав цю роботу. Довкола лежали грудки глинястої землі, і від них нібито пахло людським тілом — це були залишки використаного матеріалу. У деяких областях Греції Прометея шанували як бога. В Афінах він був у пошані нарівні з Афіною та Гефестом. На честь Прометея було встановлено свято — біг із запаленими смолоскипами (прометеї).

### Звільнення Прометея
Прометеєві було відомо хто відбере у Зевса владу і як йому уникнути такої долі. Щойно Прометей розповів це прибулим до нього океанідам, як миттю прилетів Гермес, вимагаючи розкрити таємницю. Не отримавши відповіді, Зевс кинув скелю з прикутим титаном під землю, а через багато років підняв знову. Всі боги тоді вже визнали владу Зевса і не думали протистояти йому, однак памʼятали про пророцтво. Зевс за минулі віки подобрішав і став піклуватися про людей та боронив правду. Він послав героя Геракла звільнити Прометея, якщо він видасть таємницю.
Геракл застрелив орла з лука і тоді Прометей відкрив йому, що Зевс не має одружуватися на Фетиді, бо її син, ким би не був його батько, перевершить його. Після цього Геракл розбив ланцюги і звільнив титана. Фетида ж вийшла за героя Пелея, син якого також став славним героєм. Проте Зевс колись поклявся, що Прометей буде прикутий вічно і мусив дотриматися слова. Тому він придумав щоб Прометей носив на собі кільце зі шматочком скелі. З того часу звільнений титан ніколи не знімає кільця.

## «Вічний образ»

Прометей як символ Теплоенергетичного факультету КПІ у вигляді металевої скульптури на корпусі № 5.

Прометей відкриває галерею так званих вічних образів, до яких постійно звертатиметься людство. Есхіл присвятив титанові ряд трагедій, з яких збереглася лише одна — «Прометей закутий». Прометей Есхіла втілює розум і силу духу, волелюбність і велич подвигу в імʼя щастя людей. За нової епохи образ титана Прометея знаходимо в Гете, Байрона, Шеллі, він надихав славетних майстрів пензля Мікеланджело, Тіціана, Рібейру, Сальватора Розу, композиторів Бетховена, Ліста, Танєєва, Скрябіна. Образ Прометея надзвичайно популярний в Україні. Прометея уславили Т. Шевченко, І. Франко, Леся Українка, А. Малишко й інші.
У переносному значенні Прометей, як і поняття «прометеїзм», «прометеїв вогонь», є уособленням самовідданості, шляхетних почуттів і вчинків людини, незгасного прагнення досягти високої мети. У російській літературі найцікавіші опрацювання міфа належать письменникам революційного табору: К. Рилєєву, М. Огарьову та іншім.
Прометей є символом заснованого в 1931 році Теплоенергетичного факультету Національного технічного університету України «Київський політехнічний інститут імені Ігоря Сікорського».
Скульптура Прометея знаходиться на корпусі № 5.

## Образ Прометея в українській та світовій літературі

### Антична література
Вперше образ Прометея зʼявився в давньогрецькій міфології, де увіковічнив образ титана в трагедії «Прометей закутий». В основу цього твору покладена історія про те, як за наказом Зевса Прометей був прикутий до скелі.
Одним із перших інтерпретаторів міфу про Прометея був Гесіод. У його
«Теогонії» Прометей — борець проти свавільного захоплення влади
олімпійськими богами. Гесіод протиставляє Прометея Зевсові у притчі про Пандору в поемі «Роботи і дні». Тут згадується про те, як Зевса «одурив Прометей хитро думний», як громовержець придумав для людей різні клопоти, зокрема, «взявши вогонь, заховав».
З трагедією Есхіла «Прометей закутий» перегукується твір іншого грецького письменника — Лукіана, що має красномовну назву «Прометей, або Кавказ». Написаний він у формі діалогів, які ведуть між собою основні дійові особи — Гермес, Гефест і Прометей.
У звʼязку з цим пригадується вислів відомого філософа: «Богам Греції, які були вже раз в трагічній формі — смертельно поранені в „Прометеї закутому“ Есхіла, довелось ще раз — в комічній формі — померти в „Бесідах“ Лукіана… Це потрібно для того, щоб людство весело прощалося зі своїм минулим».[джерело?]
Творчий початок в діяльності Прометея підкреслюється в «Метаморфозах» римського поета Овідія. Розповідаючи про створення світу, Овідій замислюється над питанням «Звідки постала людина?»

### Українська література

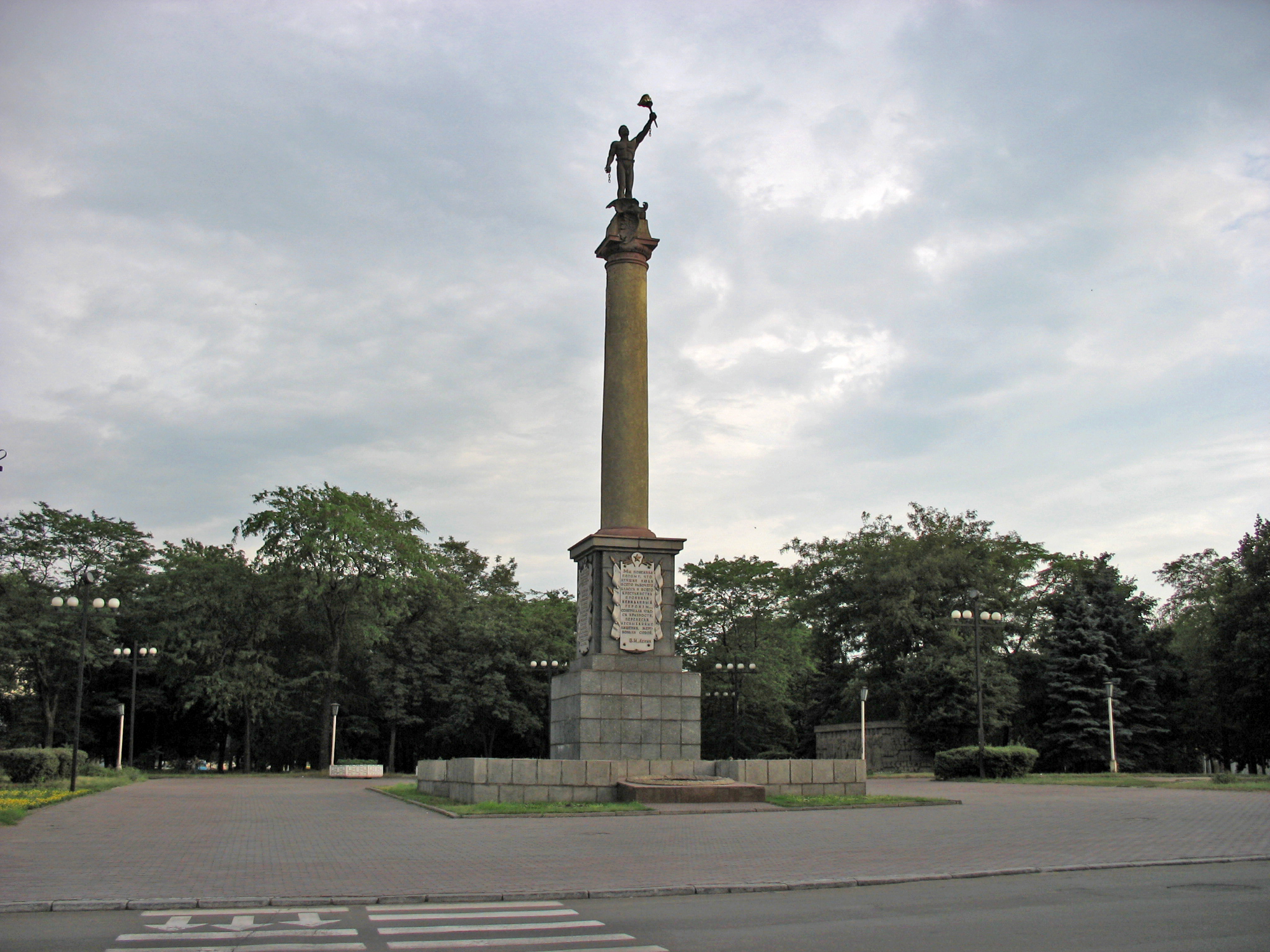
Пам'ятник Прометею в Кам'янському.

## Галерея

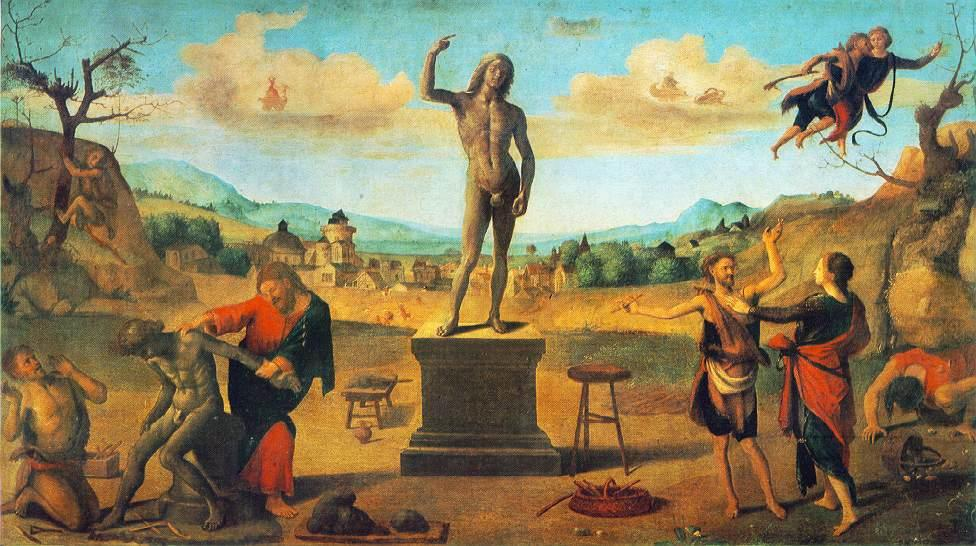
Міф про Прометея, П'єро ді Козімо
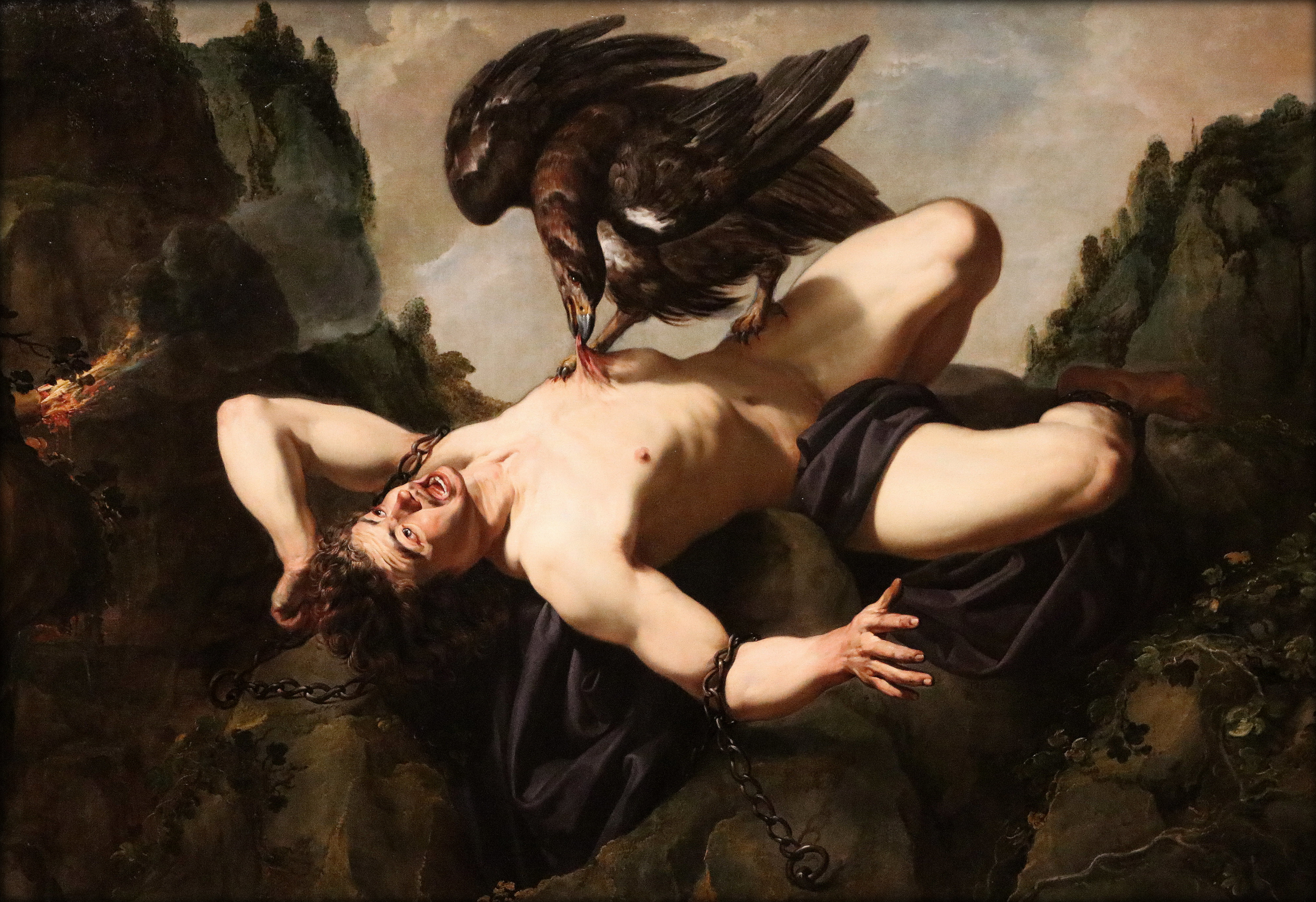
Покарання Прометея, Теодор Ромбоутс
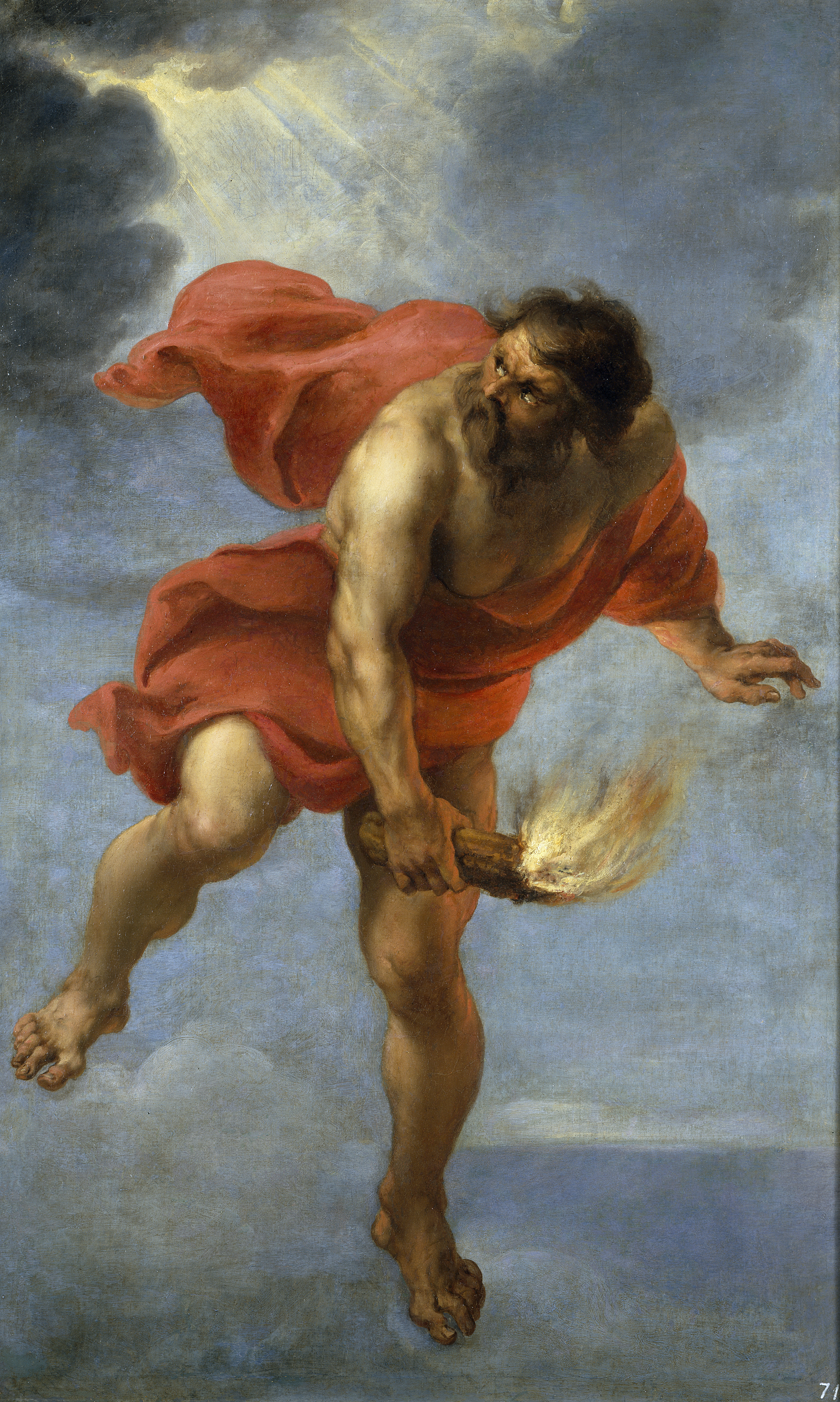
Прометей (Коссірс)
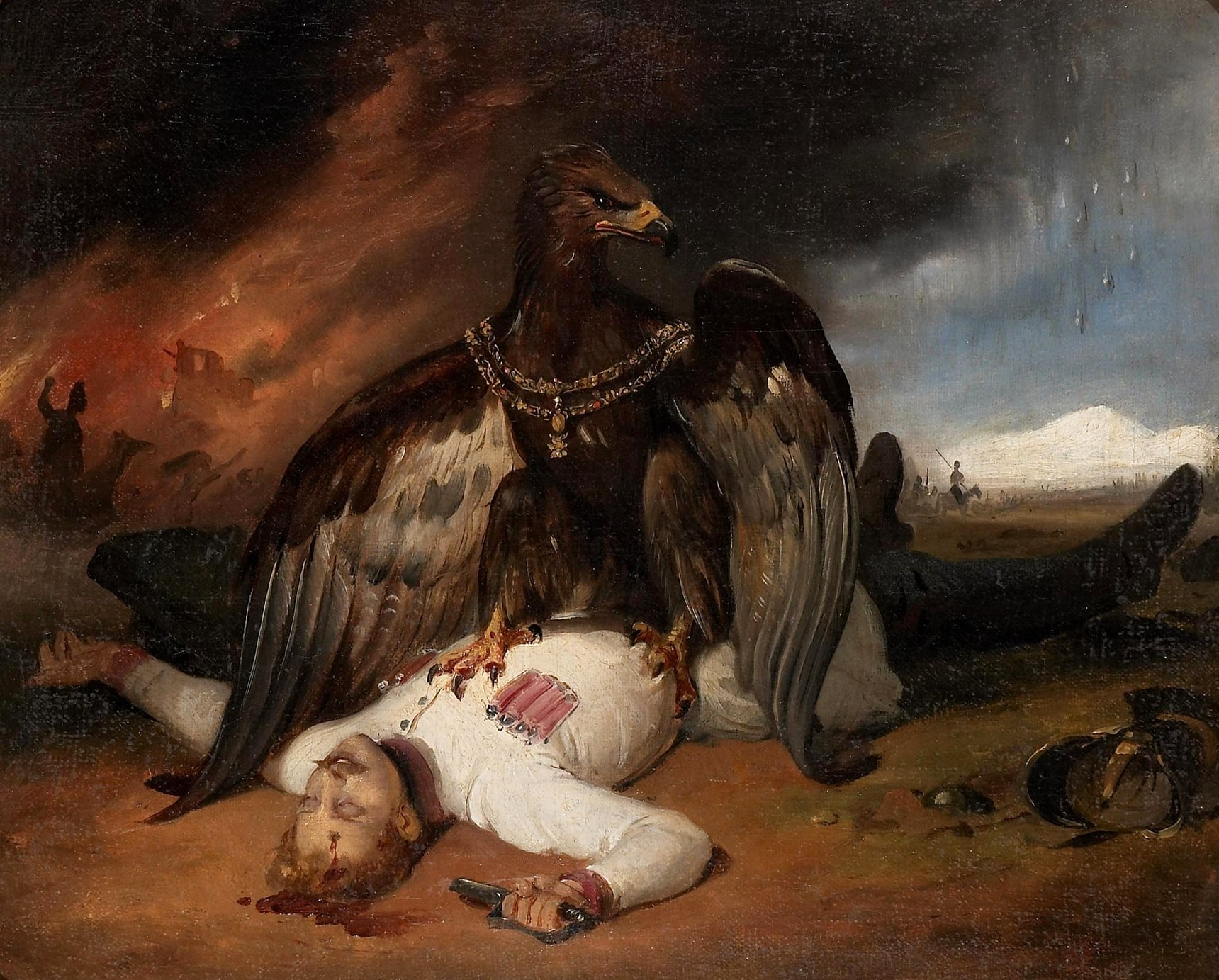
Польський Прометеуш, Орас Верне
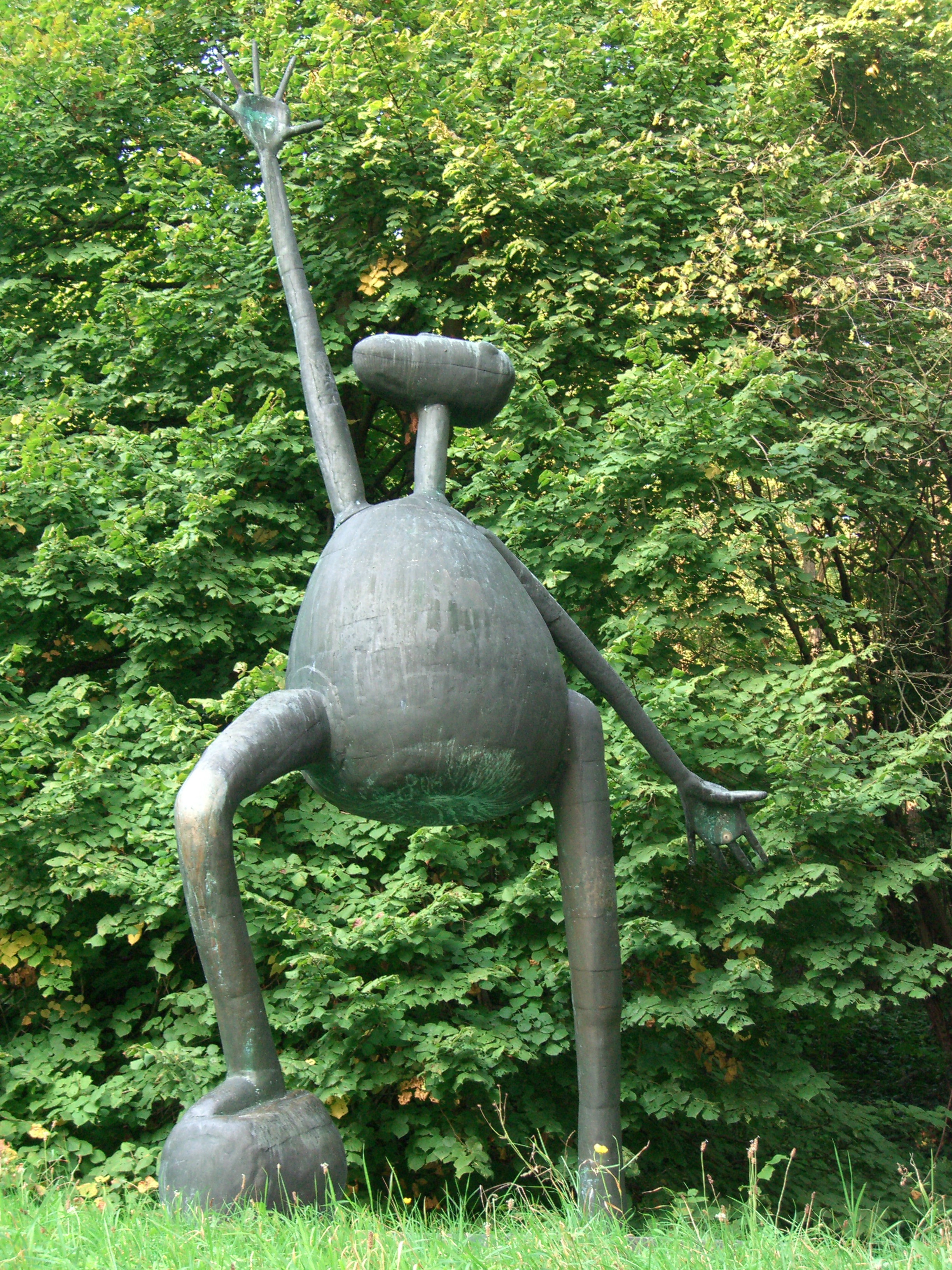
Прометей у стилі абстракціонізм
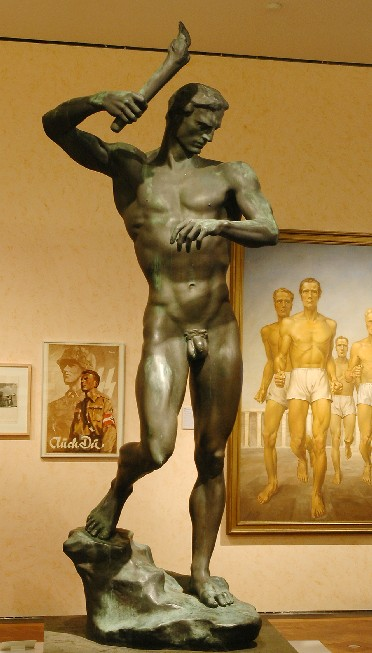
Прометей у нацистському мистецтві, Арно Брекер
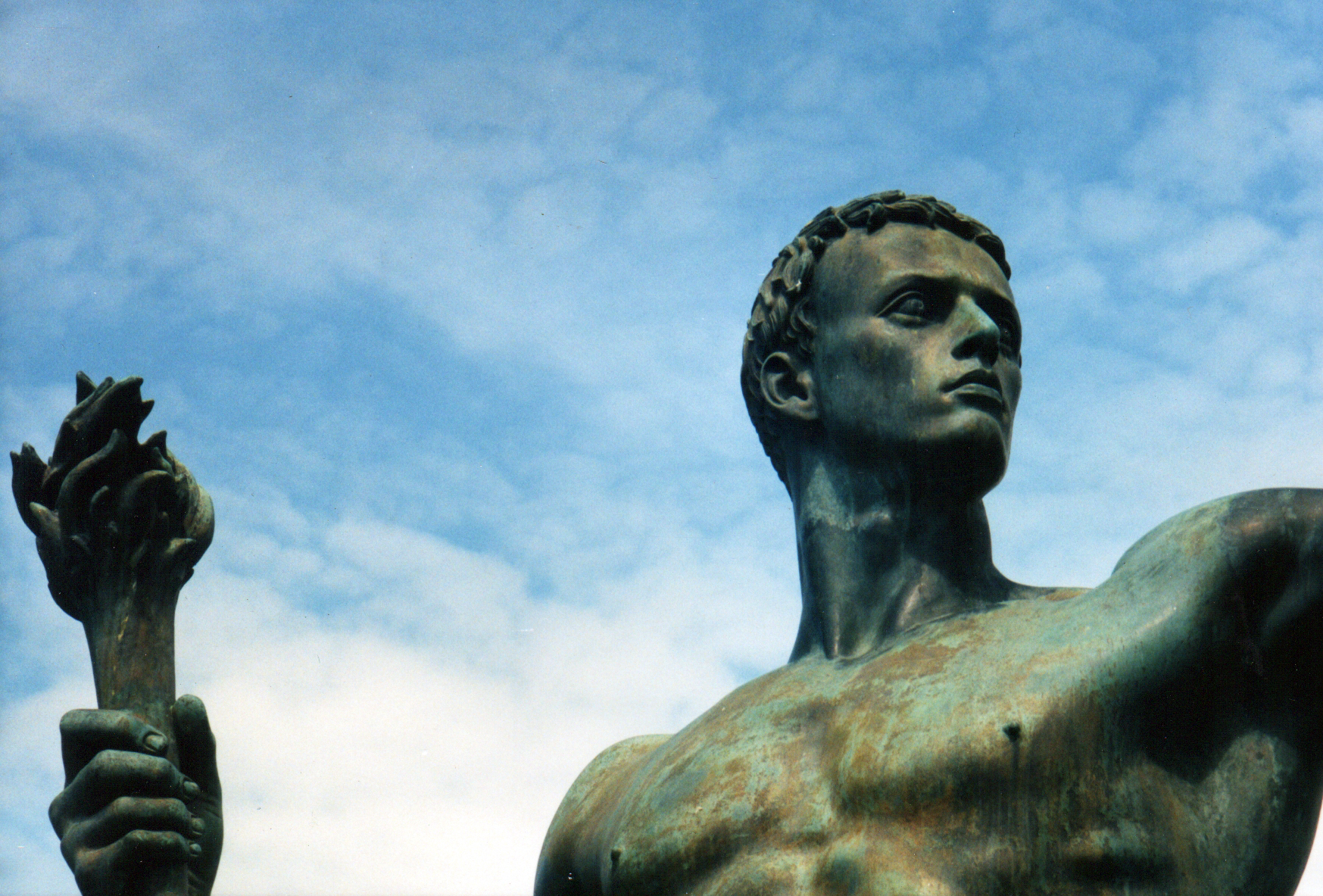
Партія, Арно Брекер
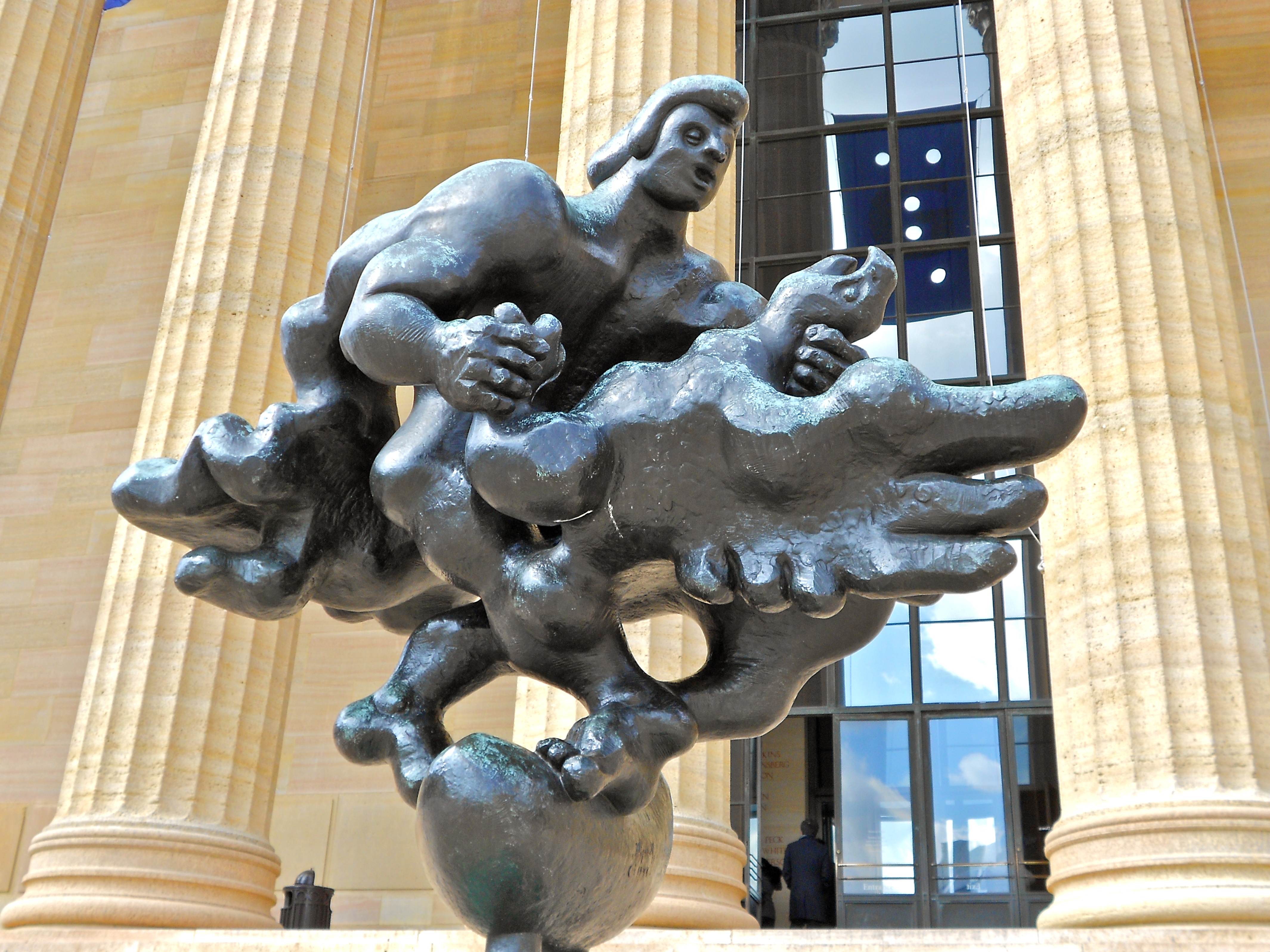
Прометей душить орла, Жак Ліпшиць
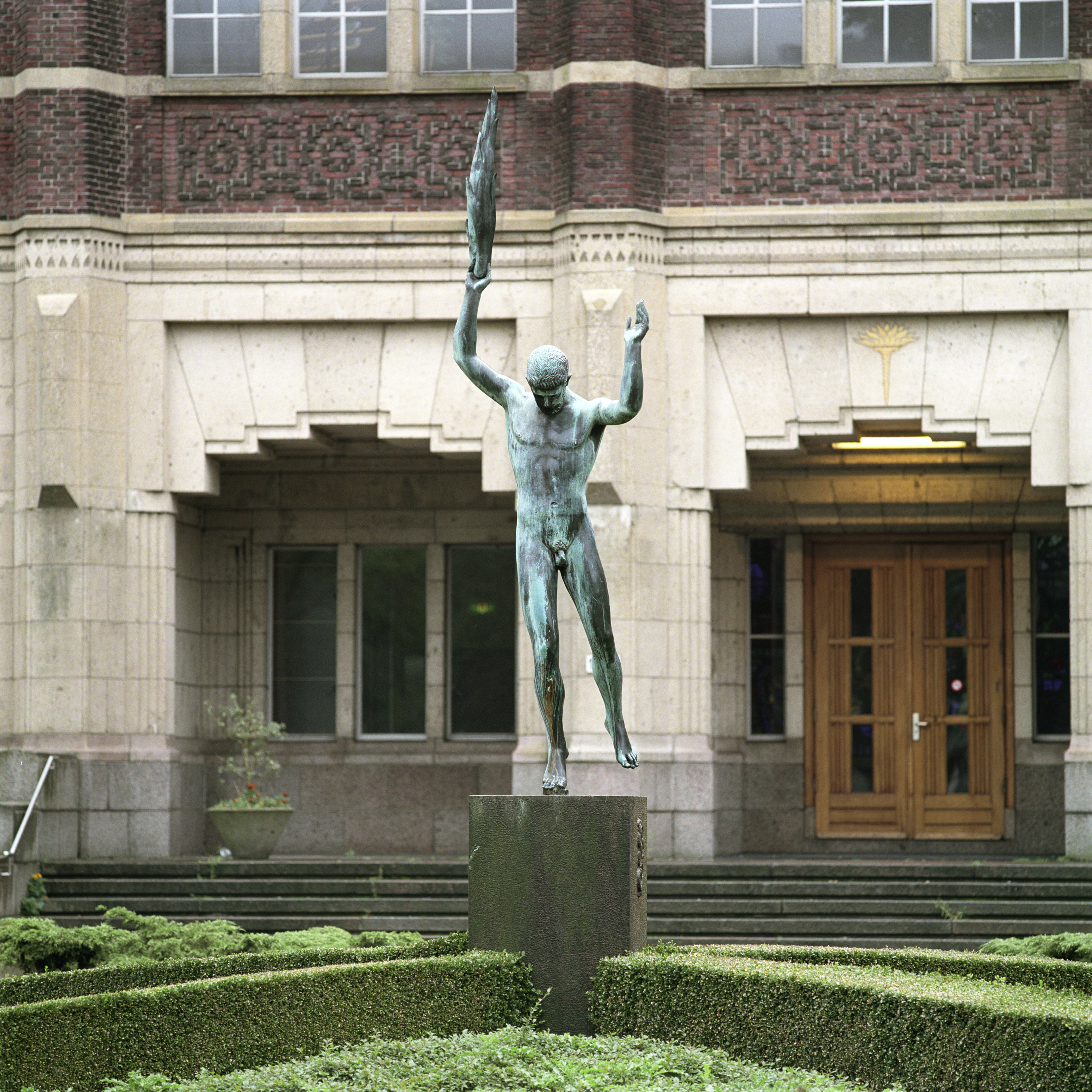
Прометей, Освальд Венкебах
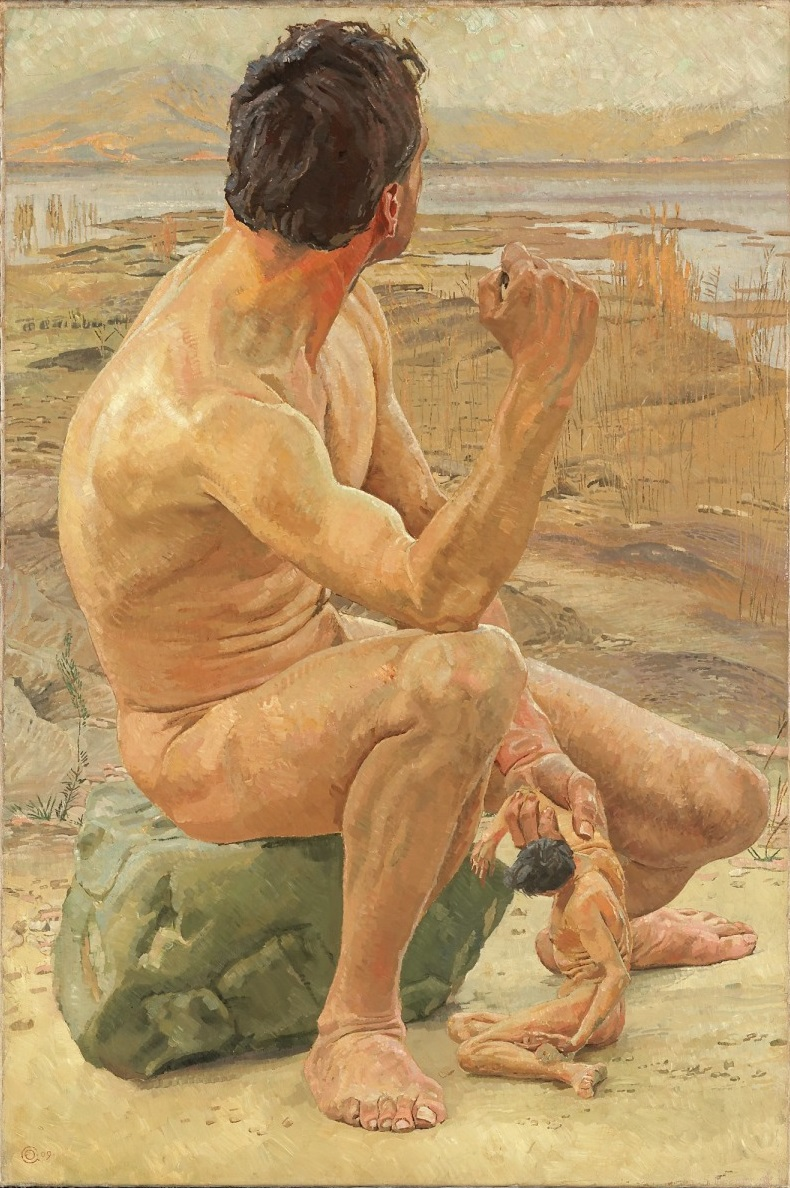
Прометей, Отто Грейнер
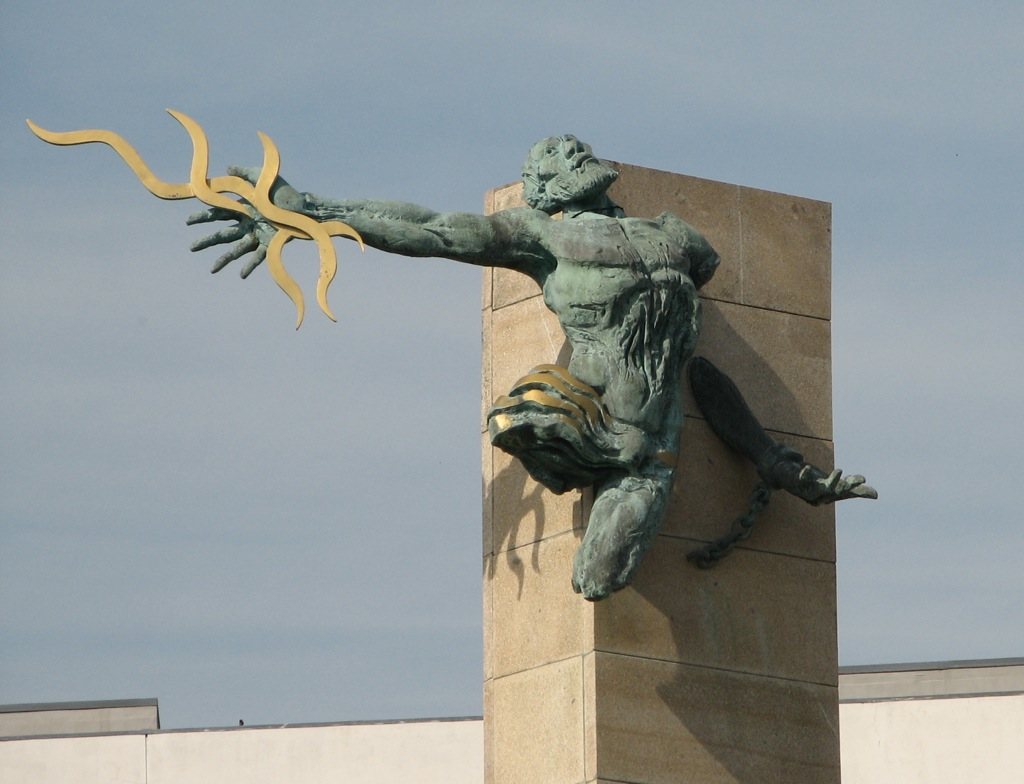
Прометей в університеті Мінью, Португалія
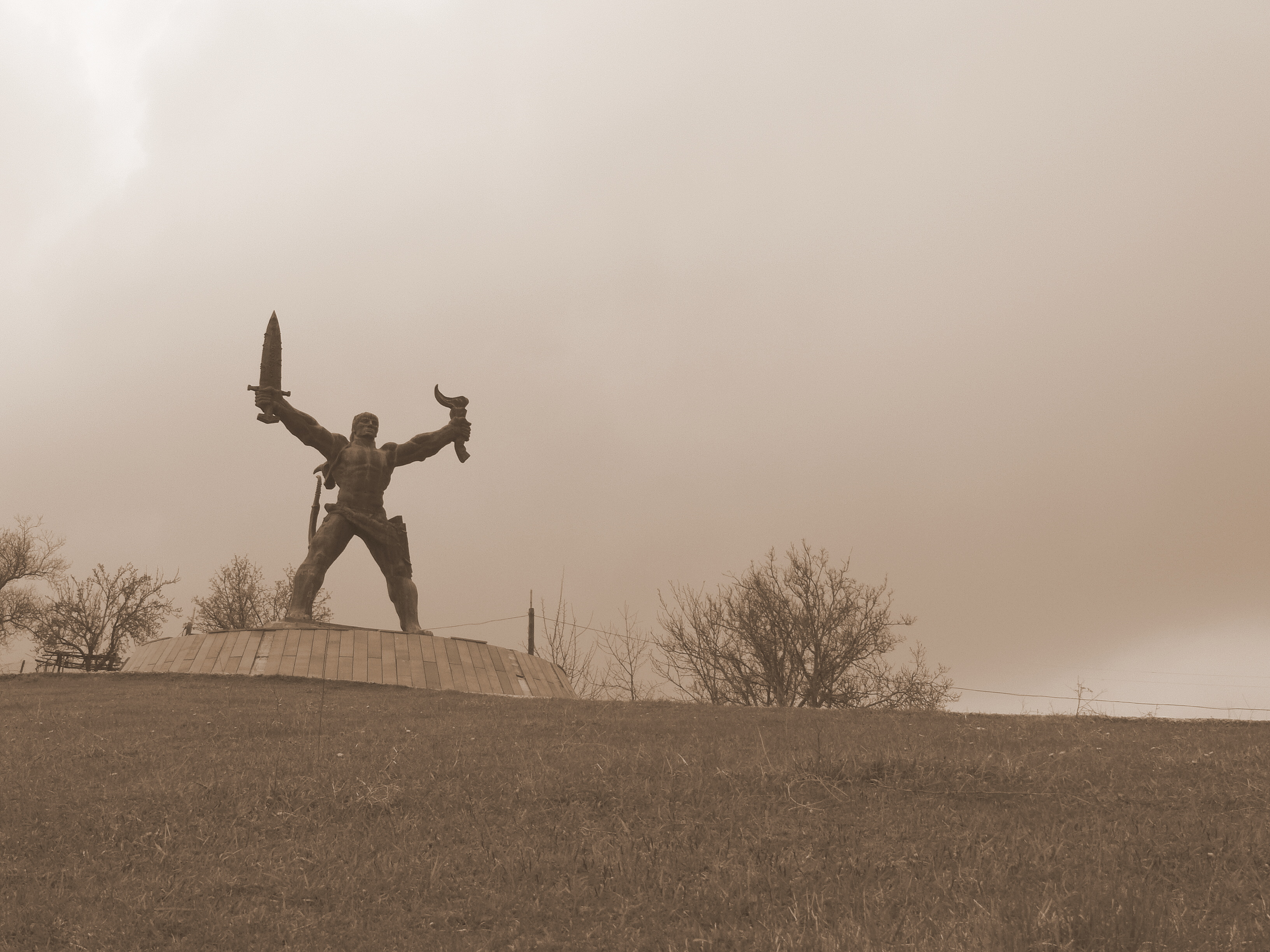
Амірані - грузинський Прометей
Технопрометей приносить світло, дамба Відрару в Румунії
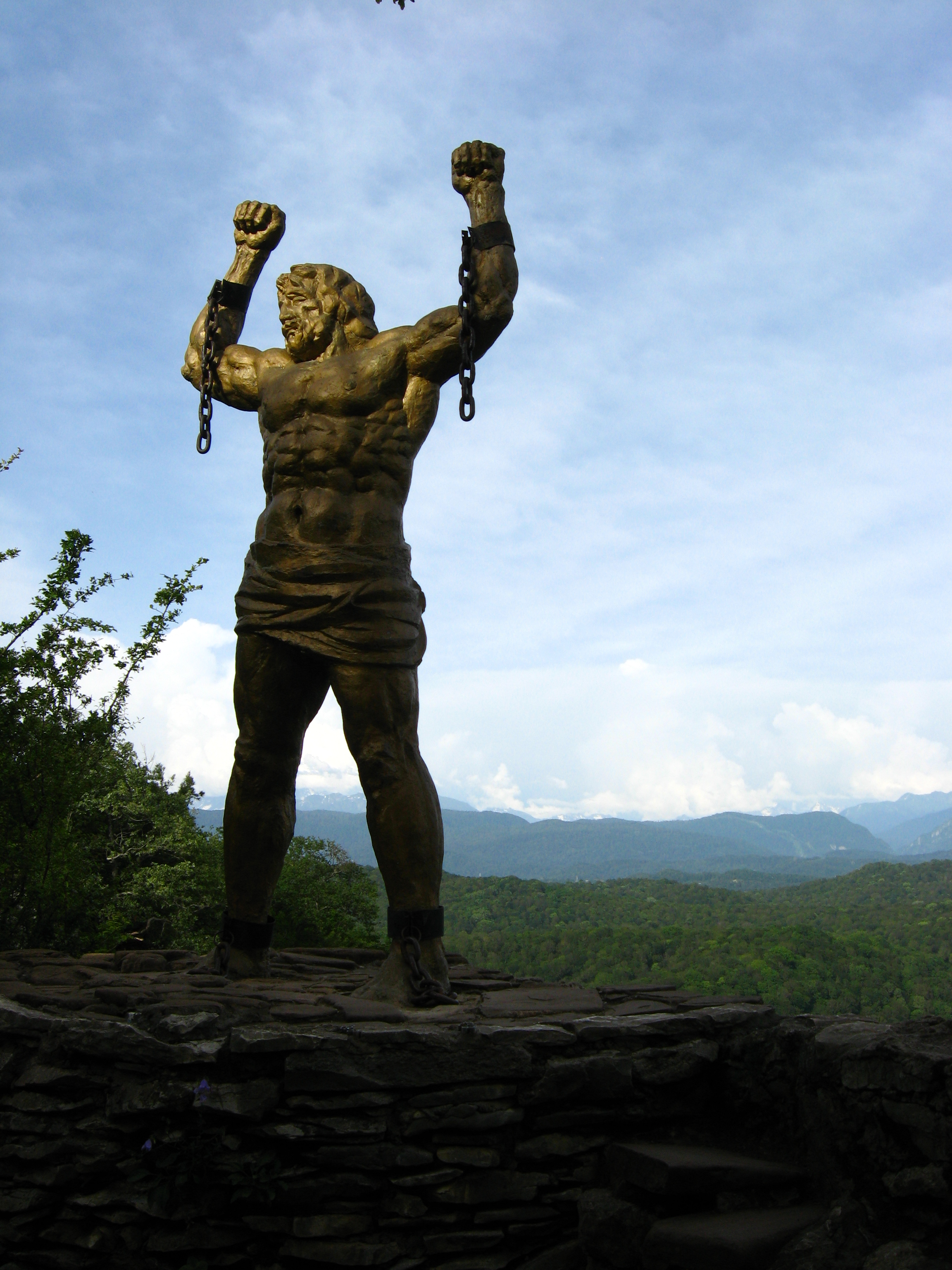
Прометей у Сочі
Прометей у КПІ
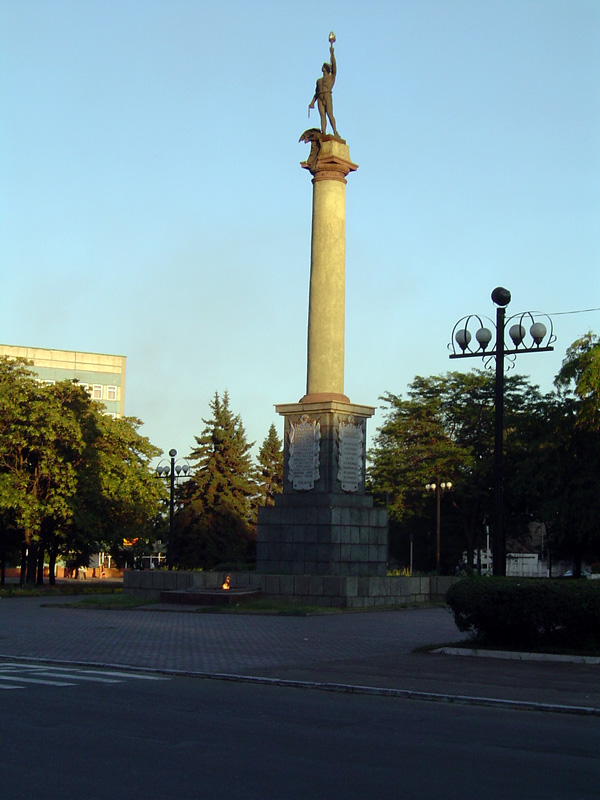
Кам'янський Прометей
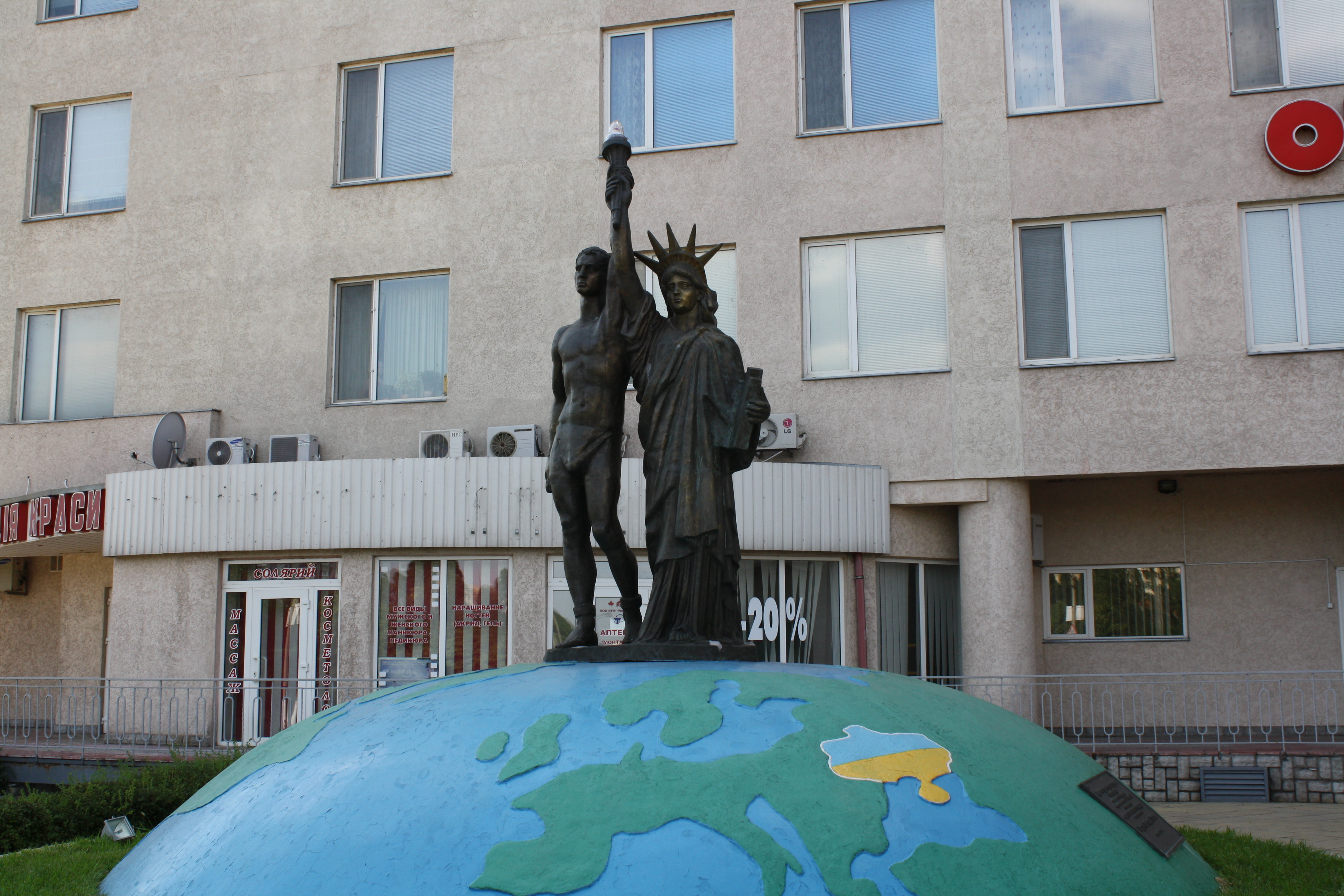
Статуї Свободи та Прометея у Кам'янському

### Просвітництво
До образу Прометея зверталося чимало німецьких письменників — Й. В. Гете, И. Г. Гердер, А. Шлегель. Зокрема, широкою популярністю користувався уривок з незавершеної драми Гете «Прометей».